# Mistérios de Lisboa
Mistérios de Lisboa is een Portugese dramafilm uit 2010 onder regie van Raúl Ruiz. Het scenario is gebaseerd op de roman Os Mistérios de Lisboa (1854) van de Portugese auteur Camilo Castelo Branco.

## Verhaal
De verschillende personages in de film zijn allemaal gelinkt aan het lot van Pedro da Silva, een wees die naar een kostschool gaat.

## Rolverdeling
- Adriano Luz: Pater Dinis
- Maria João Bastos: Ângela de Lima
- Ricardo Pereira: Alberto de Magalhães
- Clotilde Hesme: Elisa de Montfort
- Afonso Pimentel: Pedro da Silva
- João Luís Arrais: Pedro da Silva (als kind)
- João Villas-Boas: Craido
- Albano Jerónimo: Graaf van Santa Bárbara
- João Baptista: Pedro da Silva
- Martin Loizillon: Sebastião de Melo
- Julien Alluguette: Benoît de Montfort
- Rui Morisson: Markies van Montezelos
- Joana de Verona: Eugénia
- Carloto Cotta: Álvaro de Albuquerque
- Maria João Pinho: Countess of Viso
- José Manuel Mendes: Broeder Baltasar da Encarnação
- Léa Seydoux: Blanche de Montfort
- Melvil Poupaud: Ernest Lacroze
- Malik Zidi: Armagnac